# Кубок Литвы по футболу
Кубок Литвы по футболу (лит. Lietuvos Futbolo Federacijos Taurė) — второй по значимости ежегодный футбольный турнир в Литве после чемпионата. Организатор — Литовская футбольная федерация. Победитель турнира получает право выступить в Лиге конференций УЕФА, а также играет матч против чемпиона за обладание Суперкубком Литвы.

## Обладатели Кубка
| Сезон     | Обладатель                          | Финалист                | Счёт          | Сезон   | Обладатель                         | Финалист            | Счёт          |
| --------- | ----------------------------------- | ----------------------- | ------------- | ------- | ---------------------------------- | ------------------- | ------------- |
| 1990      | «Сириюс» Клайпеда                   | «Жальгирис» Вильнюс     | 0:0; 4:3 пен. | 2004    | ФБК «Каунас»                       | «Атлантас» Клайпеда | 0:0; 2:1 пен. |
| 1991      | «Жальгирис» Вильнюс                 | «Таурас» Шяуляй         | 1:0           | 2005    | ФБК «Каунас»                       | «Ветра» Вильнюс     | 2:0           |
| 1991/92   | «Лиетувос Маккаби» Вильнюс          | «Жальгирис» Вильнюс     | 1:0           | 2006    | «Судува» Мариямполе                | «Экранас» Паневежис | 1:0           |
| 1992/93   | «Жальгирис» Вильнюс                 | «Сириюс» Клайпеда       | 1:0           | 2007/08 | ФБК «Каунас»                       | «Ветра» Вильнюс     | 2:1           |
| 1993/94   | «Жальгирис» Вильнюс                 | «Экранас» Паневежис     | 4:2           | 2008/09 | «Судува» Мариямполе Радавичюс, 64. | «Таурас» Таураге    | 1:0           |
| 1994/95   | «Инкарас-Грифас» Каунас             | «Жальгирис» Вильнюс     | 2:1           | 2009/10 | «Экранас» Паневежис                | «Ветра» Вильнюс     | 2:1           |
| 1995/96   | «Кареда» Шяуляй                     | «Инкарас-Грифас» Каунас | 2:0           | 2010/11 | «Экранас» Паневежис                | «Банга» Гаргждай    | 4:2 д.в.      |
| 1996/97   | «Жальгирис» Вильнюс Венцявичюс, 76. | «Инкарас-Грифас» Каунас | 1:0           | 2011/12 | «Жальгирис» Вильнюс                | «Экранас» Паневежис | 0:0; 3:1 пен. |
| 1997/98   | «Экранас» Паневежис                 | ФБК «Каунас»            | 1:0           | 2012/13 | «Жальгирис» Вильнюс                | «Шяуляй»            | 3:3; 8:7 пен. |
| 1998/99   | «Кареда» Шяуляй                     | ФБК «Каунас»            | 3:0           | 2013/14 | «Жальгирис» Вильнюс                | «Банга» Гаргждай    | 2:1           |
| 1999/2000 | «Экранас» Паневежис                 | «Жальгирис» Вильнюс     | 1:0           | 2014/15 | «Жальгирис» Вильнюс                | «Атлантас» Клайпеда | 2:0           |
| 2000/01   | «Атлантас» Клайпеда                 | «Жальгирис» Вильнюс     | 1:0           | 2015/16 | «Жальгирис» Вильнюс                | «Тракай»            | 1:0           |
| 2001/02   | ФБК «Каунас»                        | «Судува» Мариямполе     | 3:1           | 2016    | «Жальгирис» Вильнюс                | «Судува» Мариямполе | 2:0           |
| 2002/03   | «Атлантас» Клайпеда                 | «Ветра» Рудишкес        | 1:1; 3:1 пен. | 2017    | «Стумбрас» Каунас                  | «Жальгирис» Вильнюс | 1:0           |
| 2003      | «Жальгирис» Вильнюс                 | «Экранас» Паневежис     | 3:1           | 2018    | «Жальгирис» Вильнюс                | «Стумбрас» Каунас   | 3:0           |

| Сезон | Обладатель            | Финалист              | Счёт          | Сезон | Обладатель                    | Финалист                   | Счёт          |
| ----- | --------------------- | --------------------- | ------------- | ----- | ----------------------------- | -------------------------- | ------------- |
| 2019  | «Судува» Мариямполе   | «Банга» Гаргждай      | 4:0           | 2022  | «Жальгирис» Вильнюс           | «Хегельман» Каунасский р-н | 1:1, 1:0 д.в. |
| 2020  | «Паневежис» Паневежис | «Судува» Мариямполе   | 1:1, 5:4 пен. | 2023  | «Трансинвест» Вильнюсский р-н | «ФА Шяуляй» Шяуляй         | 2:1           |
| 2021  | «Жальгирис» Вильнюс   | «Паневежис» Паневежис | 5:1           | 2024  | «Банга» Гаргждай              | «Хегельман» Каунасский р-н | 0:0; 4:1 пен. |

### Титулы
| Клуб                          | Победы | Финалы |
| ----------------------------- | ------ | ------ |
| «Жальгирис» Вильнюс           | 14     | 6      |
| «Экранас» Паневежис           | 4      | 4      |
| ФБК «Каунас»                  | 4      | 2      |
| «Судува» Мариямполе           | 3      | 3      |
| «Атлантас» Клайпеда           | 2      | 2      |
| «Кареда» Шяуляй               | 2      |        |
| «Банга» Гаргждай              | 1      | 3      |
| «Инкарас-Грифас» Каунас       | 1      | 2      |
| «Сириюс» Клайпеда             | 1      | 1      |
| «Стумбрас» Каунас             | 1      | 1      |
| «Паневежис» Паневежис         | 1      | 1      |
| «Лиетувос Маккаби» Вильнюс    | 1      |        |
| «Трансинвест» Вильнюсский р-н | 1      |        |
| «Ветра» Вильнюс               |        | 4      |
| «Шяуляй»                      |        | 2      |
| «Хегельман» Каунасский р-н    |        | 2      |
| «Таурас» Таураге              |        | 1      |
| «Тракай»                      |        | 1      |
| «ФА Шяуляй» Шяуляй            |        | 1      |